# Ningning
Ning Yizhuo (en chino simplificado: 宁艺卓; tradicional: 寧奕卓; pinyin: Ning Yìzhuō; Harbin, 23 de octubre de 2002), más conocida como Ningning, es una cantante china. Se desempeña como vocalista del grupo femenino Aespa, formado por SM Entertainment en noviembre de 2020. 

## Biografía y carrera

### 2002-2017: Inicios en su carrera musical
Ningning nació el 23 de octubre de 2002 en Harbin como hija única. Su padre es ingeniero y su madre era cantante. 
Desde pequeña, mostró interés por la música y el canto. Participó en varios programas de canto en China, como China's Got Talent, China's New Sound Generation y el Harbin Silver Valley Fuxing Concert interpretando «Rolling in the Deep» de Adele.
Debido a su potente voz, fue aceptada en SM Entertainment. A un gerente de casting de la agencia le gustaron las actuaciones de Ningning y la invitó a una audición, pero, en una entrevista con SBS PowerFM, inicialmente pensó que era un estafador. El 19 de septiembre de 2016, fue presentada como miembro de SM Rookies, un equipo de predebut de aprendices de SM. Como parte de él, apareció en el segmento Rookies Princess: Who’s the Best? del programa My SMT en 2016, y grabó varias versiones para el programa de televisión animado coreano Shining Star en 2017.

### 2020-presente: Debut y actividades en solitario
El 26 de octubre de 2020, fue presentada como la tercera integrante de Aespa. Hizo su debut el 17 de noviembre con el sencillo digital «Black Mamba».
En diciembre de 2021, participó junto a Yeri de Red Velvet, Haechan, Chenle, y Jisung de NCT en la canción «Snow Dream», parte del álbum 2021 Winter SM Town: SMCU Express.
El 22 de mayo de 2022, lanzó el sencillo «Once Again» en colaboración con su compañera de grupo Winter, como parte de la banda sonora de la serie de televisión, Our Blues, de TvN.
El 14 de junio de 2023, se anunció que Ningning debutaría como mentora en el programa chino The Next Stage 2023 de Tencent. El 29 de julio, junto al rapero Jay Park se unieron para interpretar una canción titulada «Wya» en el programa de competición The Next 2023, donde Park es uno de los mentores y Ningning fue invitada como mentora especial. La actuación de Ningning y Park fue muy elogiada tanto por los espectadores como por los medios de comunicación, que destacaron su talento, su versatilidad y su carisma. Los fanes también expresaron su apoyo y su admiración por la colaboración, que consideraron una combinación perfecta de dos grandes artistas.

## Imagen pública e influencia
Ningning ha sido elogiada por su mejora en sus habilidades de expresión facial y de posado, así como por su confianza y elegancia en sus apariciones públicas. Su impacto visual fue especialmente notable en el Festival de Cine de Cannes de 2023, donde posó con sus vestidos negros y rojos, y se ganó el apodo de «la princesa china Diana» por parte de sus fanes, en referencia a la fallecida Princesa Diana de Gales.

### Filantropía
Ningning ha demostrado su compromiso social y su generosidad al participar en varias actividades filantrópicas y benéficas. Como miembro de Aespa, se unió a la campaña de UNICEF contra el acoso escolar en 2021, donde compartió su experiencia personal y su mensaje de apoyo a las víctimas.

## Discografía

### Canciones
| Título                                                                            | Año                    | Mejor posición         | Ventas                 | Álbum                              |                        |                        |
| Título                                                                            | Año                    | COR                    | Ventas                 | Álbum                              |                        |                        |
| Como artista principal                                                            | Como artista principal | Como artista principal | Como artista principal | Como artista principal             | Como artista principal | Como artista principal |
| --------------------------------------------------------------------------------- | ---------------------- | ---------------------- | ---------------------- | ---------------------------------- | ---------------------- | ---------------------- |
| «Bored!»                                                                          | 2024                   | 178                    | N/A                    | Synk: Parallel Line                |                        |                        |
| Colaboraciones                                                                    |                        |                        |                        |                                    |                        |                        |
| «Snow Dream 2021» (con Yeri, Haechan, Chenle y Jisung)                            | 2021                   | —                      | N/A                    | 2021 Winter SM Town : SMCU Express |                        |                        |
| «Time After Time» (원) (con BoA y Wendy)                                          | 2022                   | —                      | N/A                    | 2022 Winter SM Town: SMCU Palace   |                        |                        |
| «Good to Be Alive» (con Hyo, Chen, Johnny, Ginjo, Raiden, IMLAY y Mar Vista)      | 2022                   | —                      | N/A                    | 2022 Winter SM Town: SMCU Palace   |                        |                        |
| Bandas sonoras                                                                    |                        |                        |                        |                                    |                        |                        |
| «Once Again» (con Winter)                                                         | 2022                   | 119                    | N/A                    | Our Blue OST                       |                        |                        |
| «Count on Me»                                                                     | 2024                   | —                      | N/A                    | The Midnight Studio OST            |                        |                        |
| «–» indica que el lanzamiento no fue lanzado o no se posicionó en ese territorio. |                        |                        |                        |                                    |                        |                        |

Notas1. 
2. 
3. 
4. 

## Filmografía

### Programas de televisión
| Título              | Año  | Cadena  | Nota(s)          |
| ------------------- | ---- | ------- | ---------------- |
| My SMT              | 2016 | Youku   |                  |
| The Next Stage 2023 | 2023 | Tencent | Mentora          |
| The Next 2023       | 2023 | Tencent | Mentora invitada |